# 738
738 (DCCXXXVIII) fue un año común comenzado en miércoles del calendario juliano, en vigor en aquella fecha.

## Acontecimientos
- En la actual Honduras, la poderosa ciudad-estado maya Xukpi (actual Copán) es derrotada por una ciudad-estado rival, Quiriguá (en la actual Guatemala). Es depuesto el líder xukpi Uaxaclajuun Ub'aah K'awiil (Dieciocho Conejo) y sacrificado.
- En Italia, el religioso inglés Bonifacio visita Roma y avanza con el establecimiento de obispados en Baviera (Alemania).
- En Roma, Felice Cornicola (líder de Venecia) es designado cónsul romano y magister militum (patrón de soldados).

## Nacimientos
- Gudrod Halfdansson, príncipe vikingo.

## Fallecimientos
- 3 de mayo: Uaxaclajuun Ub'aah K'awiil, líder maya.
- 21 de junio: Leufredo, monje francés canonizado por la Iglesia Católica.
- 24 de diciembre: Maslama ibn Abd al-Malik, príncipe y general umayyad.
- En la ficción de H. P. Lovecraft, Abd Al Azred, erudito y científico kafir musulmán, es asesinado en el mercado de la ciudad de Damasco (Siria). Su tratado sobre religión, el Al-Azif, es publicado poco tiempo después.